# Glossaires Cleopatra
Les glossaires Cleopatra (Cleopatra Glossaries) sont une série de trois glossaires latin-vieil anglais rassemblés dans le manuscrit Cotton Cleopatra A.iii de la British Library. Probablement rédigés à l'abbaye Saint-Augustin de Cantorbéry vers le milieu du Xe siècle, ils constituent une source importante de vocabulaire vieil-anglais.
Le glossaire Harley, plus tardif, reprend environ deux tiers du contenu des glossaires Cleopatra.

## Description
Le premier glossaire, qui occupe les folios 5r à 75v du manuscrit, est classé dans l'ordre alphabétique. Il s'appuie sur une grande variété de sources, parmi lesquelles un glossaire similaire au troisième glossaire Cleopatra, des documents liés au glossaire Corpus (en) et une version glosée des Étymologies d'Isidore de Séville,. Certaines de ces sources comptent parmi les plus anciennes gloses connues en vieil anglais, mais de nombreuses révisions y ont été apportées par le scribe responsable du glossaire Cleopatra (ou par sa source). Il s'arrête à la lettre P et ne semble jamais avoir été achevé.
Le deuxième glossaire, qui occupe les folios 76r à 91v, est classé par sujet. Un glossaire similaire figure dans les trois premières listes du glossaire de Bruxelles.
Le troisième glossaire, qui occupe les folios 92r à 117v, présente des gloses de la Prosa de virginitate et de la Carmen des virginitate d'Aldhelm de Sherborne, les mots étant classés dans l'ordre où ils apparaissent dans ces textes. Il est donc vraisemblablement basé sur une version de l'œuvre d'Aldhelm portant des gloses interlinéaires. Ce glossaire, ou un autre glossaire similaire, sert de source à Byrhtferth de Ramsey.